# Cheikhou Kouyaté
Cheikhou Kouyaté (* 21. prosince 1989 Dakar) je senegalský profesionální fotbalista, který hraje na pozici defensivního obránce za anglický klub Nottingham Forest FC a za senegalský národní tým.

## Klubová kariéra
Je odchovancem klubu ASC Yego Dakar, jako sedmnáctiletý odešel hrát do Belgie, kde působil v RWDM Brussels FC a od roku 2008 v Anderlechtu, s nímž získal čtyři mistrovské tituly (2010, 2012, 2013 a 2014). Od roku 2014 do 2018 byl hráčem West Ham United FC, účastníka anglické Premier League.
V létě 2022 posílil nováčka anglické Premier League z Nottinghamu. Zkušený senegalský záložník se totiž v červnu nedohodl na nové smlouvě s Crystal Palace a od té doby byl volným hráčem. Kouyaté od Eagles požadoval dvouletý kontrakt, který se londýnskému celku zdál příliš dlouhý; na City Ground s ním problém neměli.

## Reprezentační kariéra
Reprezentoval Senegal na olympiádě 2012 (čtvrtfinále), Africkém poháru národů 2015 (vyřazení v základní skupině) a Africkém poháru národů 2017 (čtvrtfinále). Byl nominován na mistrovství světa ve fotbale 2018 a jmenován kapitánem týmu. Odehrál 42 mezistátních utkání a vstřelil v nich dvě branky.